# En desertør
En Desertør er en spillefilm fra 1940 instrueret af Arne Weel og Lau Lauritzen Jr. efter manuskript af Svend Rindom og Fleming Lynge. Musikken er komponeret af Emil Reesen.

## Medvirkende
- Ellen Gottschalch
- Peter Poulsen
- Sigurd Langberg
- Karin Nellemose
- Aage Foss
- Holger Reenberg
- Mogens Davidsen

## Handling
En solhed sommerdag omkring 1850 kommer en deling danske soldater marcherende ind i den lille landsby Skjelby. Oppe på møllen står møllersønnen Henrik og ser til, pinlig over at han ikke er med i hæren. Hans mor, der er enke, har fået Henrik fritaget for tjeneste. Henrik er ude af sig selv, og han frygter, hvad Marie, der er pige på møllen, tænker om situationen. En dag bliver det for meget for Henrik, og han melder sig til hæren. Ude i lejren går snart den ene dag efter den anden, uden at Henrik hører fra Marie, og nu er dette ved at drive ham til vanvid.